# Палац на пагорбі Вільгельма
Палац на пагорбі Вільгельма (нім. Schloss Wilhelmshöhe, де нім. höhe  — пагорб, вершина) — замок ландграфів Гессен-Кассельских, розміщений у нижній частині найбільшого у місті Кассель Гірського парку Вільгельма в Німеччині, на висоті 285 метрів, на одній лінії з монументальною статуєю Геркулеса. Ця лінія ділить парк на дві рівні частини і продовжується алеєю, що веде до центральної частини Касселя. У 2013 році він був вписаний до списку Світової спадщини ЮНЕСКО.
Тепер — це Кассельська картинна галерея, в якій експонується зібрання пам'яток античної культури і галерея полотен старих майстрів.

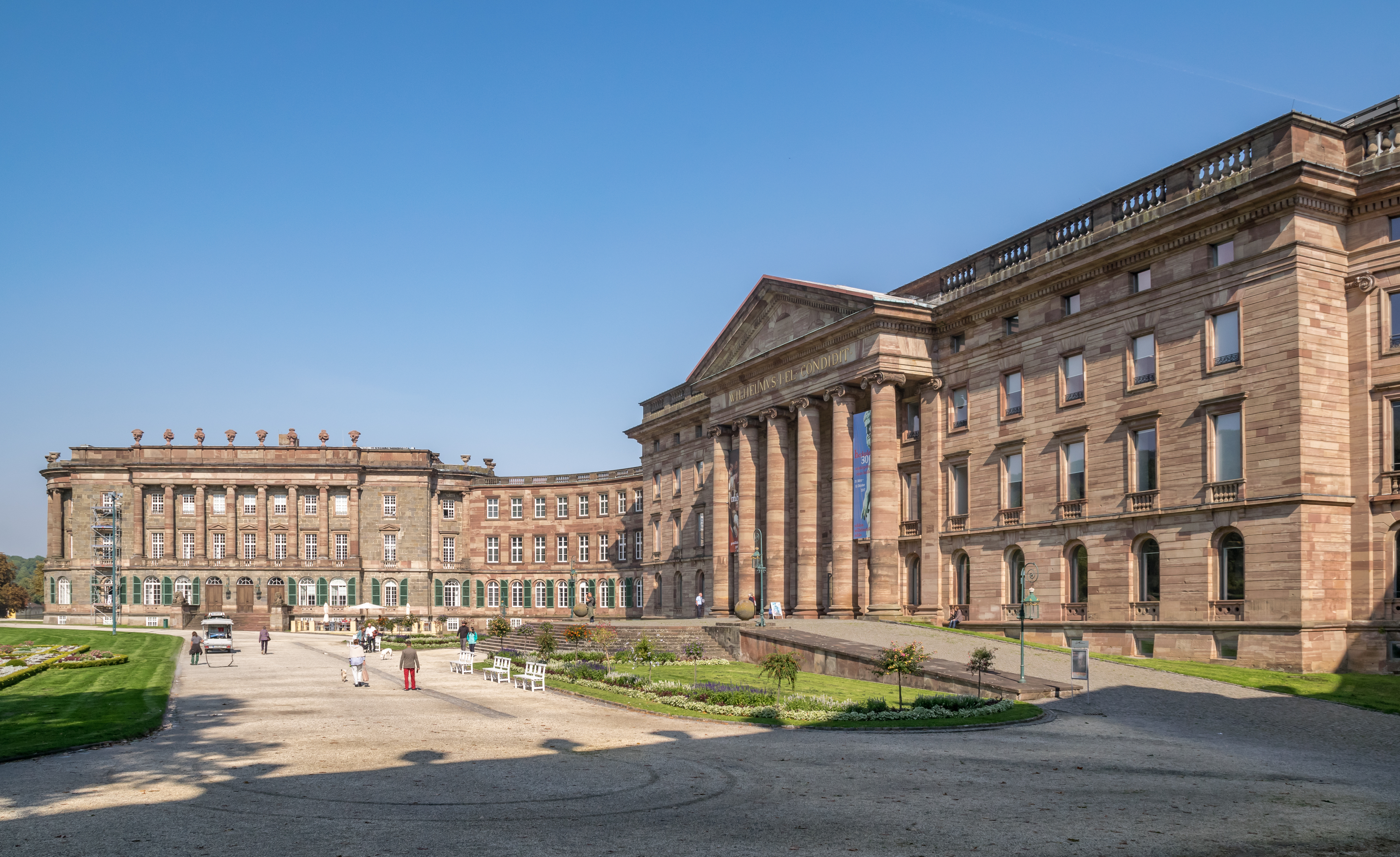
Центральна частина
і ліве крило палацу

## Історія
Цей палац був побудований у вигляді широкомасштабного тричастинного комплексу, відкритого до парку в 1786–1798 роках для ландграфа Вільгельма IX за проєктами архітектора Луї Сімона Дю Рі (крило Вайзенштайна та церковне крило) та Генріха Крістофа Юсова (середня секція). Бічні крила витягнуті, з напівкруглими розширеннями на вузьких боках. Середина розширень підкреслюється ризалітом, кожен з яких складається з восьми колон, які покривають два верхні поверхи, і завершується аттиком, що коронований вазами.

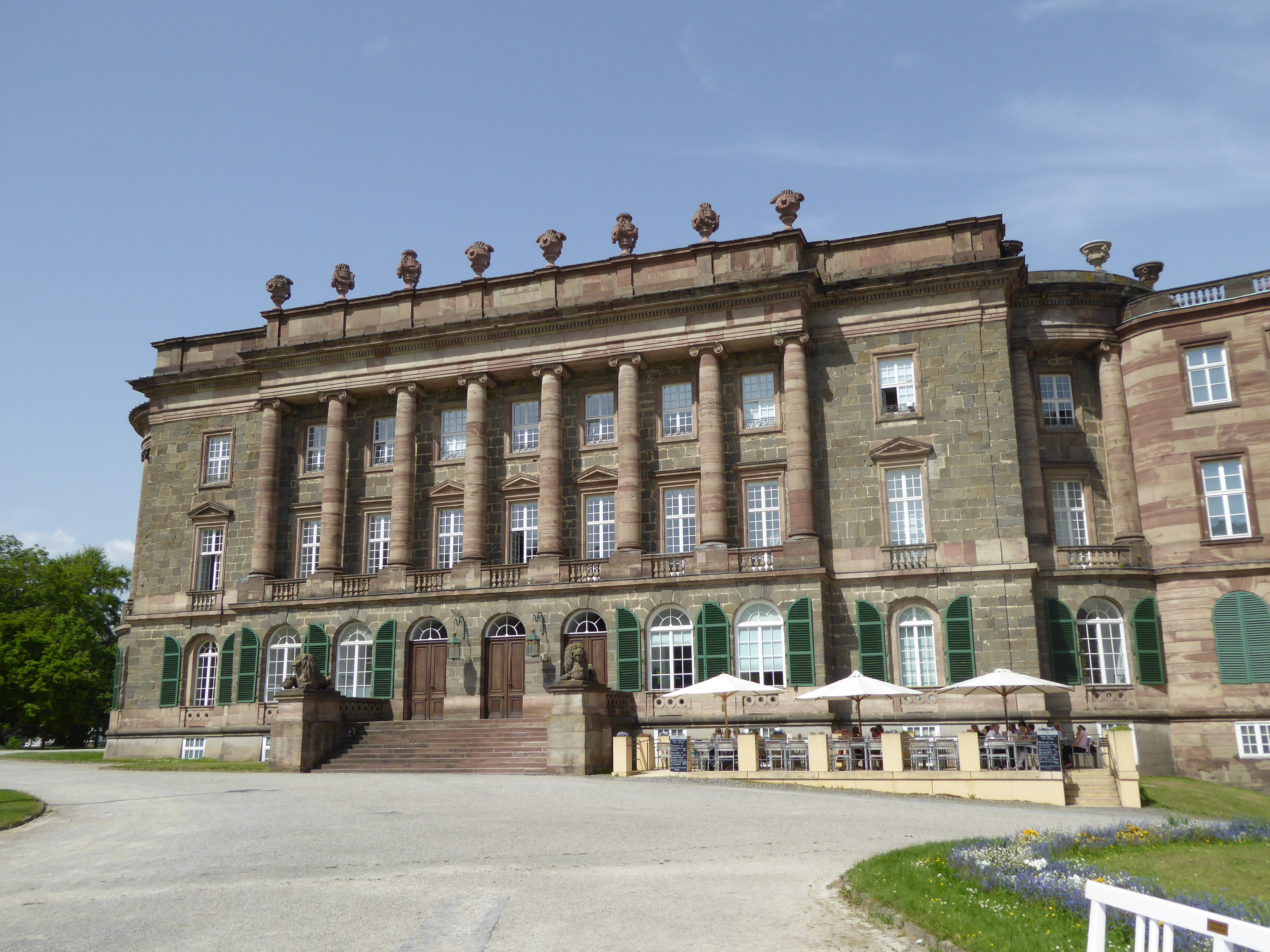
Розширення лівого крила

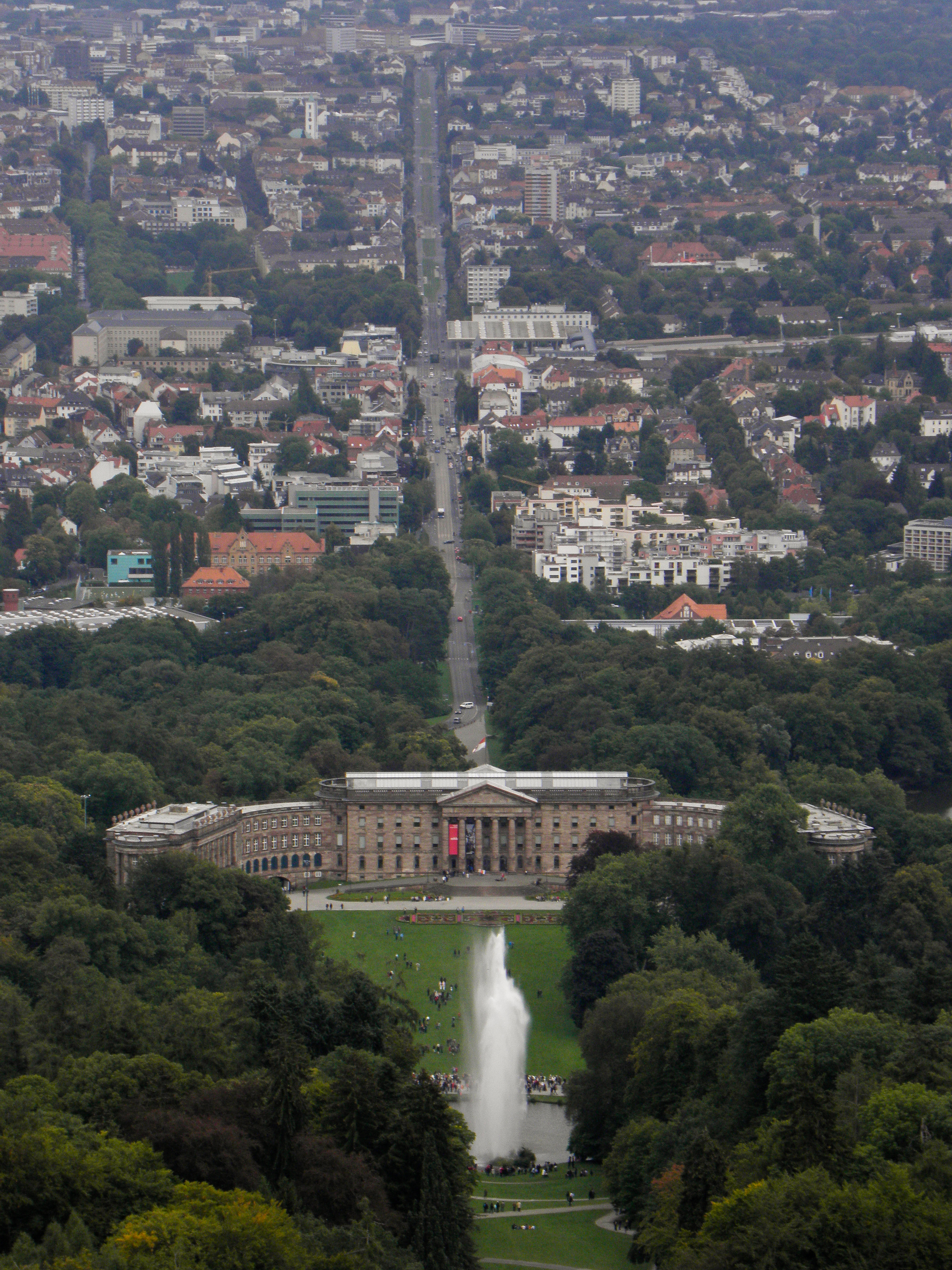
Алея Вільгельма у Касселі.
На передньому плані палац та великий фонтан у Гірському парку Вільгельма. 2010

Під час наполеонівської окупації у 1806—1813 роках споруда була перейменована на Палац на пагорбі Наполеона і служила резиденцією для Жерома Бонапарта, короля Вестфалії.
У 1891—1918 роках Палац на пагорбі Вільгельма був офіційною резиденцією імператорської сім'ї, однак, він служив притулком і для самого імператора Вільгельма II під час сімейних або політичних криз.
Після Комп'єнського перемир'я 1918 року палац на короткий час став квартирою Великого штабу Імперської армії Німеччини.

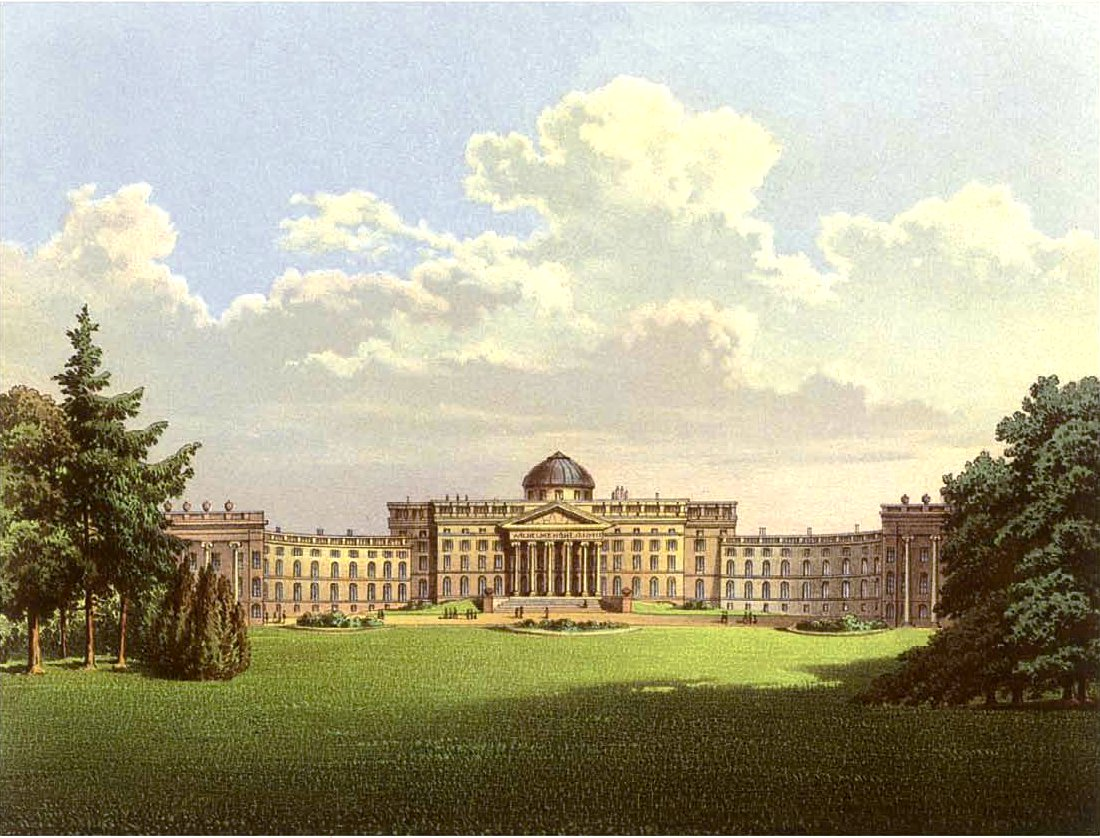
Палац на пагорбі Вільгельма
між 1857 та 1883 роком

Під час Другої світової війни у лютому 1945 року палац був сильно пошкоджений бомбардуванням будівлі британської авіацією. З 1961 року відбувалося його відновлення під керівництвом архітектора Пауля Фрідріха Позененського.
У травні 1970 року під час зустрічі керівників Німецької Демократичної Республіки і Федеративної Республіки Німеччини (ФРН) палац використовувався як Прес-центр. У 1980 році його відвідав під час свого візиту до ФРН президент Франції Валері Жискар д'Естен.

## Музей
У центральній будівлі палацу розміщений музей, де експонуються колекція антикваріату і картини німецьких, італійських і іспанських художників, серед яких є твори Альбрехта Дюрера, Рембрандта, Франса Гальса та Рубенса. У старому білокам'яному крилі можна побачити меблі з XVIII і XIX століть у стилі класицизму і ампіру.
У 1948–1976 роках у палаці був Німецький музей шпалер і оббивки.